# Bella Sadio Barry
Bella Sadio Barry, né en 1946 à Ley-Miro, est un boxeur guinéen.

## Carrière
Bella Sadio Barry naît en 1946 à Ley-Miro de Yéro Malal et de Fatoumata Sall. Polygame, il est marié à 4 femmes et il est père de 17 enfants (8 garçons et 9 filles). 
Aux Jeux africains de 1973 à Lagos, il remporte la médaille d'or dans la catégorie des poids welters, s'imposant en finale face à l'Algérien Mohamed Bahari.
Il fait aussi partie de la sélection africaine de boxe participant aux Jeux afro-latino-américains de 1973 à Guadalajara, remportant une médaille d'argent. Il est également médaillé de bronze au championnat du monde militaire à Moscou, médaillé d'or lors du Championnat d'Afrique de l'Ouest à Lagos en 1977.
Il rejoint ensuite les rangs de l'Armée guinéenne ; il sera arrêté et radié de l'Armée après la mutinerie de février 1996.